# Basiprionota sulana
Basiprionota sulana es un insecto coleóptero de la familia Chrysomelidae. Es endémico de las islas Sula.